# Marie-Jane Pruvot
Pour les articles homonymes, voir Pruvot.
Marie-Jane Pruvot, née Kerne le 13 décembre 1922 à Pont-l'Évêque (Calvados) et morte le 8 décembre 2022 à Ellon (Calvados), est une personnalité politique française.

## Biographie

### Carrière dans l'enseignement
Marie-Jane Pruvot commence sa carrière professionnelle en tant qu'institutrice et directrice d'école. 

### Carrière politique
Marie-Jane Pruvot est élue députée européenne lors des élections européennes de 1979 en France. En avril 1980, elle se penche sur le cas de prisonniers politiques disparus en Guinée et révèle leur disparition au Parlement européen en vue de proposer de résolution. Elle est invitée par le président Sekou Touré en Guinée pour célébrer l’échec de l'Opération Mer Verte mais ne parvient pas à en visiter les prisons.
Elle devient maire UDF d'Andrésy en 1983 et le reste jusqu'en 1995. Elle lance le projet d'aménagement de la ZAC des Coteaux en 1992.

## Hommage
La ville d'Andrésy porte une rue à son nom.